# Everlasting
Everlasting war eine 2007 gegründete Funeral-Doom-Band.

## Geschichte
Everlasting wurden 2007 in Rostow am Don gegründet. Trotz eines langjährigen Aktivitätszeitraums veröffentlichte die Band nur ein Album bis zur Einstellung ihrer Aktivitäten im Jahr 2013. Das Album March of Time wurde in eben jenem Jahr über Solitude Productions veröffentlicht.
Die Rezeption zu March of Time fiel gespalten aus. Von vernichtenden Kritiken über durchschnittliche Wertungen bis hin zu deutlichem Lob erfuhr das Album ein breites Spektrum an heterogenen Beurteilungen. Chaim Drishner vergab einen von zehn möglichen Punkten und schrieb für Chronicles of Chaos, er könne sich „niemanden vorstellen, der bei klarem Verstand diese Aufnahme genießen würde“. Andere Rezensenten gingen weniger hart ins Gericht mit dem Album und räumten ein, dass auf dem Album „nicht jede Idee[…] perfekt umgesetzt“ wurde und March of Time „nicht ansatzweise die Klasse von Genreklassikern“ erreiche. Trotzdem ließen „sich einige gute Ansätze in den Songs“ finden. Auch als Zwischenspiel zwischen „Licht und Schatten“ wurde das Album beschrieben. Einerseits verkörpere das Album eine authentische Arbeit, andererseits seien verpasste Chancen und mangelnde Kreativität und Originalität als Schatten auszumachen.
Dem Mangel an Originalität hält der Rezensent BitterCold für das Webzine Metalstorm entgegen, dass „weniger Originalität und mehr die Fähigkeit, Emotionen zu vermitteln“ zähle und es Everlasting gelänge, eine dichte Atmosphäre zu vermitteln. Wiederum weitere Rezensenten wie Eckart Maronde für Metal.de lobten March of Time, es sei „ein stimmungsvolles Funeral-Doom-Album“. Everlasting setze mit dem Album „auf unübertroffene Weise die jüngste, aber konsolidierte Tradition des russischen melodischen Funeral fort“ lobte Stefano Cavanna für das italienische Webzine iye.

## Stil
Die von Everlasting gespielte Musik wird dem Funeral Doom zugerechnet. Für das Webzine Doom-Metal.com Wird die Musik als „lange, sich sehr langsam entwickelnde Kompositionen“ beschrieben. Stilistische Versatzstücke aus dem Ambient sowie dem Black Metal erweitern indes den Gesamtklang, während das Keyboard eine dominante Rolle einnimmt und zu einem „melodischen und vergleichsweise ‚leichten‘ Gefühl“ beitrage. Der Gesang wird dabei überwiegend klar präsentiert. Die Musik präsentiert sich als Funeral-Doom-typisch. Eckart Maronde beschrieb die Musik für Metal.de: „Überwiegend langsames Tempo (es wird aber auch mal ordentlich geblastet), flüsternder Grabesgesang, schleichende Riffs, ordentlich verhallte Gitarrenleads und flächige Keyboardteppiche.“

## Diskografie
- 2013: March of Time (Album, Solitude Productions)